# Коровушкин, Роман Сергеевич
Рома́н Серге́евич Коро́вушкин (13 октября 1974, Муром, Владимирская область, РСФСР, СССР — 4 октября 1993, Москва, Россия) — российский военнослужащий, снайпер 119-го гвардейского ордена Александра Невского парашютно-десантного полка 106-й гвардейской Краснознамённой ордена Кутузова 2-й степени воздушно-десантной дивизии, гвардии рядовой. Герой Российской Федерации (1993).

## Биография
Родился 13 октября 1974 года в городе Муроме Владимирской области в семье рабочих. По национальности — русский. С 1982 по 1989 год учился в средней школе №13, а затем поступил в СПТУ №14 города Муром, после окончания которого был призван в ряды Вооруженных Сил Российской Федерации. Срочную службу проходил в воздушно-десантных войсках, расположенных в городе Наро-Фоминск Московской области. В ходе событий, связанных с государственным кризисом 1993 года, в составе своего подразделения был прикомандирован к танковой Таманской дивизии.
В октябре 1993 года, Роман Коровушкин в составе своего полка участвовал в военных действиях в Москве, начавшихся в связи с попыткой разгона Съезда народных депутатов и Верховного Совета Российской Федерации.
4 октября 1993 года гвардии рядовой Коровушкин был убит выстрелом снайпера в голову со стороны сквера, занятого частями внутренних войск МВД и Главного управления охраны Российской Федерации. Скончался в результате закрытой черепно-мозговой травмы, был опознан только 5 октября 1993 года. Похоронен на Вербовском кладбище.
Указом Президента РФ Бориса Ельцина от 7 октября 1993 года, рядовому Роману Коровушкину посмертно присвоено звание Героя Российской Федерации, с формулировкой «за мужество и героизм, проявленные при выполнении специального задания».
Был похоронен в родном городе Муроме на Вербовском кладбище.

## Награды
- Герой Российской Федерации (7 октября 1993 года)[5]